# Шніцель
Шні́цель (нім. Schnitzel від schnitzen — нарізати) — м'ясна страва з телятини, баранини чи свинини. В українській літературі іноді згадується під застарілими[джерело?] назвами шни́цель, краянець. Шніцель — німецький винахід, однак він увійшов до ресторанного меню більшості країн світу. В Україні хоча і не належить до національних страв, однак як запозичення добре відомий на Галичині.

## Приготування
Виготовляють з цілого кусня м'яса (шніцель відбивний) або меленого (шніцель натуральний січений). Для шніцеля відбивного використовують м'якуш тазостегнової частини баранини, свинини, телятини. Нарізають порційні шматки 1,5–2 см завтовшки та вагою близько 140 г на порцію. М'якуш відбивають, надрізають сухожилки, посипають сіллю, перцем, змочують у льєзоні і обкачують в сухарях, надають овально-довгастої форми і смажать.
Для шніцеля січеного м'ясну масу порціонують, надають овально-довгастої форми 1 см завтовшки, змочують у льєзоні і обкачують в мелених сухарях. Масу готують з м'яса, білого хліба, молока чи води, солі та меленого перцю.
Окрім цих двох способів приготування шніцеля, які слід вважати класичними, існують і місцеві. Так Ольга Франко, знавець галицької кулінарії, у своїй книзі «1-ша українська загальнопрактична кухня» подає рецепти приготування шніцеля з начинкою і на кісточці, що фактично наближає ці вироби до кручеників і натуральних котлет.
Традиційним гарніром до шніцеля є каші, перш за все гречана, картопля, салат, тушкована чи квашена капуста. Разом з цими продуктами шніцель може бути поданий лише у власній паніровці без приправ або з підливою, гірчицею тощо.